# Endophyllum cassiae
Endophyllum cassiae är en svampart som först beskrevs av Giacopo Bresàdola, och fick sitt nu gällande namn av F. Stevens & Mendiola 1931. Endophyllum cassiae ingår i släktet Endophyllum och familjen Pucciniaceae.   Inga underarter finns listade i Catalogue of Life.